# ثورة بابك الخرمي
ثَوْرَةُ بَابَكْ الخُرَّمِيِّ أو ثورة بابك خرم الدين (الفارسية: شورش بابک خرمدين) كانت سلسلة من الانتفاضات التي قادها باباك خرم الدين، الذي قاد الحركة الخُرامية بين عامي 816 و837 ميلادي بعد جاويدان. كانت واحدة من أكبر الانتفاضات الفارسية ضد الخلافة العباسية. وقد وقعت في عهدي المأمون والمعتصم، واستمرت عشرين عامًا، حتى قُمعَت الانتفاضة، وأسر العباسيون بابك وأعدموه.

## الخلفية
أعلن الخُرْمِيون تحت قيادة بابك تقسيم وإعادة توزيع العقارات الكبيرة ونهاية الحكم الأجنبي الاستبدادي. مستغلين الاضطرابات التي أحدثتها الحرب الأهلية العباسية، فبدأوا في شن هجمات على قوات الخلافة في عام 816 م في إيران والعراق. بدأ صعود بابك إلى قيادة الخُرْمِيين عندما استعان جاويدان بن سهل بمساعدة شاب من أصل غير شرعي يُدعى بابك، وعيّنه لإدارة ممتلكاته المحلية. عندما توفي جاويدان سيد بابك أثناء اشتباك، بدأ بابك علاقة غرامية مع زوجته، واستولى على السيطرة على حركة الخُرْمِيين، مدعيًا أن روح جاويدان قد انتقلت إليه. كان ذلك في عام 201 هـ التي توافق 816-817 م عندما وُثق بابك لأول مرة كزعيم للخرُمِيين. وقد عارضه الخُرْمِيون المسلمون، وخاصة العرب والفُرس. وقد ثبت أن ثورة بابك كانت صعبة الحل على العباسيين. فقد قدمت أذربيجان التاريخية صعوبات فريدة للسيطرة العباسية. وشهدت المنطقة وجودًا عربيًا محدودًا مقارنة بالأراضي المحتلة الأخرى. ركز التوسع الإسلامي الأولي في المنطقة في المقام الأول على تأمين مواقع استراتيجية في الأراضي المنبسطة من خلال قواعد محصنة، مع مستوطنات مثل بردعة وأردبيل ومراغة، وكانت الأخيرة بمثابة المركز الإداري عندما أطلق بابك حملته. وبدلًا من فرض الإدارة المباشرة، أبرمت القوات الإسلامية اتفاقيات مع المجتمعات الجبلية التي حافظت على الحكم الذاتي المحلي مقابل مدفوعات رمزية. بدأ هذا النظام التعاوني في الانهيار خلال الفترة العباسية المبكرة مع تزايد الضغوط الديموغرافية. انتقلت أعداد متزايدة من المستوطنين من الموصل إلى المناطق المنخفضة بينما كانوا يسعون في الوقت نفسه إلى فرص التعدين في الأراضي المرتفعة. استندت ثورة باباك في البذخ، وهي مدينة تقع في المنطقة الجبلية جنوب نهر أراكس، وتقع بين أردبيل وأهر. ارتبط هذا التمرد بالطائفة الدينية الخُرامية ومثّل حركة مقاومة محلية من السكان الأصليين الإيرانيين الذين يدافعون عن أراضيهم من الفتح الإسلامي بدلًا من التحدي المباشر للهياكل الحكومية القائمة، حيث كانت الحركة شعبية مدنية بلا قيادة عسكرية حقيقية حينئذٍ. نظّم بابك مجتمعات جبلية محلية في معارضة للتعدي المتزايد للضغط الإقليمي العباسي من الأراضي الجنوبية. حدثت هذه المقاومة في سلسلة جبال البرز بالقرب من الشواطئ الجنوبية لبحر قزوين. استولى الخُرميون على أذربيجان ومناطق أخرى، سعيًا لاستعادة الإيمان بالمزدكية. من عاصمته الحصينة الجبلية البذخ (تقع جنوب نهر أراس مباشرة في قره جاج الحديثة)، أرسل باباك قواته غربًا إلى أرمينيا، وشرقًا إلى خراسان . كانت أذربيجان الشمالية مركز هذا التمرد المطول. شن العباسيون في عهد المأمون والمعتصم حملة كبرى ضد تمرد بابك عبر المناطق الجبلية في أذربيجان. ظلت هذه المناطق المرتفعة مستقلة إلى حد كبير عن السيطرة الإسلامية حتى بذل الجيش العباسي جهدًا حازمًا لتهدئة سكان الجبال. وقد ساعدت الجبال الخرميين حيث يصعب الوصول إليها في المقاطعة خاصةً مع غياب المراكز السكانية العربية الإسلامية الكبيرة، باستثناء عدد قليل من المدن في الأراضي المنخفضة، خاصةً وأنه يبدو أن الفُرس أبدوا رغبة أقل في قتال السكان ربما بسبب وجود صلات عائلية، على عكس العرب. وقد ترك المأمون المسلمين المحليين إلى حد كبير لأجهزتهم الخاصة. حاولت سلسلة من القادة العسكريين إخضاع التمرد بمبادرة منهم، وبالتالي السيطرة على الموارد المعدنية المكتشفة حديثًا في البلاد، فقط ليهزمهم الخرميون تحت القيادة القادرة لبابك. كانت أول حملة رئيسة للمعتصم في العهد الجديد موجهة ضد الخرميين في أذربيجان وأران.

## الحملات العباسية ضد الحركة الخرمية

### حملات هارون الرشيد (قبل بابك)
في عام (807م) أرسل الخليفة هارون الرشيد عبد الله بن مالك الخزاعي لمحاربة الخُرميين في أذربيجان، وقد أسر واستعبد العديد منهم، وأمر هارون بإعدام السجناء الرجال وبيع الأسرى من النساء والأطفال. وفي العام نفسه (807 م)، تُوفي هارون الرشيد أثناء سفره إلى خراسان. وخلال هذا الوقت، تمرد الخُرميون في العديد من القرى حول أصفهان والمناطق الجبلية بما في ذلك الري وهمدان وكرج ودستاب. وحدثت انتفاضة كبرى في أذربيجان، حيث اُستعبد العديد من النساء والأطفال وقتل ما يصل إلى 30 ألف رجل. وقيل إنهم استغلوا وفاة هارون كفرصة لإحداث هذه التمردات. وقد نجح العباسيون في قمع التمردات.

### حملات المأمون
ثار الخُرميون على الخلافة للمرة الثالثة في (212هـ/827م) في أصفهان، وردًا على ذلك، أرسل المأمون العديد من القادة لهزيمة بابك. وقد أرسل قادة إيرانيين خراسانيين مثل يحيى بن معاذ الرازي، وهو محارب مخضرم قاتل ضد بابك دون جدوى في عام 201 هـ (الموافق 816-817 م). في العام التالي أرسل المأمون قائدًا آخر، ه محمد بن أبي خالد، وهو إيراني خراساني هزمه بابك أيضًا. وفي وقت لاحق، أرسل المأمون قائدًا عربيًا خراسانيًا يُدعى محمد بن حميد الطوسي إلى أذربيجان. كانت مهمة محمد الأولى هي هزيمة أحد حلفاء بابك المسمى زريق. بعد القضاء على زريق، وجَّه محمد بن حميد انتباهه إلى بابك. وفي عام 212 هـ (الموافق 827 م)، وصل إلى أذربيجان واستدعى ستة وعشرين من قادة المنطقة بشكل مخادع بحجة طلب المشورة العسكرية، ثم اعتقلهم وسجنهم في دينوار بناءً على أوامر الخليفة. وفي العام التالي، شن محمد حملة منظمة ضد بابك، وأنشأ خطوط إمداد ومواقع محصنة أثناء تقدمه شمالًا من مراغة. ضمت قواته عربًا محليين ومتطوعين من أذربيجان والموصل وقوات غير نظامية. ومع ذلك، في عام  213 هـ (الموافق 828 م)، تفوقت قوات بابك على جيش محمد في اشتباك جبلي، مما أدى إلى هزيمة ساحقة ووفاة محمد في المعركة. أنهى هذا الاشتباك محاولات المأمون لقمع تمرد باباك.

### حملة المعتصم الأولىوالثورة الكبرى
كان نفوذ بابك يتوسع حتى عهد المعتصم، حيث اكتسب الخرميون قوة ووصلوا إلى منطقة الجبال. وقد وُصفَت هذه الموجة على أنها التمرد الرابع للخرميين في عام 218 هـ (الموافق 833 م)، وتعتبر واحدة من الانتفاضات الكبرى المعروفة باسم " الثورة الكبرى". انضم العديد من الناس من أصفهان وهمدان ومصباذان ومهرجان قذق، بما في ذلك الماهين (نيهاوند ودينور) وبعض الناس من فارس ومن مناطق أخرى ضموا أعراقًا مختلفة إلى الحركة، واعتنقوا المعتقدات الخرمية وكانوا يعملون تحت إشراف بابك. تسببوا في أعمال مختلفة بما في ذلك قتل جامعي الضرائب، وسرقة المسافرين، وعمليات قتل للمسلمين. هزمت قوات الخلافة المتمردين الخرميين في فارس. لاحقًا، شنّ الخُرميون حملةً بقيادة علي بن مزدك، فاستولوا على كرج، مركز الحاكم المحلي لأبي دلف العجلي في أصفهان. وقيل إن أبا دلف كان غائبًا مع قواته أثناء الاشتباك، ومن المرجح أنه لم يكن يعلم أو يلاحظ هجوم الخُرميين. ووفقًا لتاريخ نامه، أرسل بابك الإمدادات إلى الجبال، ووفقًا لليعقوبي، فقد تمكن الخُرميون من هزيمة الجيش الأول بقيادة هاشم بن باتيجور، وكان ذلك أول جيش أرسله المعتصم. ثم أرسل المعتصم في وقت لاحق والي بغداد إسحاق بن إبراهيم المصعبي، وقاد إسحاق حملة شرسة ووجه ضربة حاسمة للخراميين، مما أدى إلى قمع تمرد الخراميين بوحشية، وأسفر عن مقتل 60.000 إلى 100.000 من الخرميين، وهرب من تبقى من المتمردين الذين نجوا من الحملة الشرسة إلى الأراضي البيزنطية، تحول الناجون إلى المسيحية، وانضموا لاحقًا إلى الجيش الإمبراطوري. وقيل إن الشخص الذي قاد هؤلاء الناجين إلى الأراضي البيزنطية كان يُدعى "نصير" الذي عُرف فيما بعد باسم ثيوفوبوس. وقيل إن الاشتباك بين إسحاق والخرميين وقع بالقرب من منطقة همدان. وبعد إرساله رسالة نصر في كانون الأول 833 م، عاد إلى العراق في أيار 834 م، حاملًا معه عددًا كبيرًا من الأسرى والأفراد الذين تلقوا ضمانات بالسلامة.

### الحملة الثانية للمعتصم وسقوط بابك
خلال هذه الفترة، عيّن المعتصم القائد الفارسي المتمكّن أفشين لقيادة الحملة ضد بابك والإشراف على منطقة الجبال. وقبل رحيل أفشين، أرسل الخليفة مجموعة بقيادة "أبو سعيد محمد بن يوسف" لإعادة بناء الحصون التي هدمها بابك بين زنجان وأردبيل. شنّ الخُرميون بقيادة معاوية هجومًا فاشلًا على العرب، والذي اعتُبر هزيمة لبابك. وفي الوقت نفسه، كان محمد بن البعيث، حاكم قلعة شاهي وقلعة تبريز في أذربيجان، متحالفًا في البداية مع بابك، حيث قدّم الدعم والإمدادات الكاملة لقوات بابك. ومع ذلك، عندما اقترب جيش عباسي في عام  220 هـ (الموافق 835 م)، غيّر ولاءه وتعهد بالولاء للخليفة المعتصم، مستغلًّا الفرصة لتعزيز سيطرته على مرند. وكجزء من ذلك، نصب فخًا للزعيم الخرمي، إسماعيل الكردي، وأسكر جميع رجاله وأصحابه، ثم قتلهم، وأسر إسماعيل. ونقل إسماعيل إلى حصن قرب بحيرة أرومية، ثم أرسله إلى الخليفة، الذي استجوبه لمعرفة الطرق والمواقع العسكرية في أذربيجان. وبعد هزيمة بابك، سُجن ابن الباعث لاحقًا في سامراء.
في عام 220 هـ (الموافق 835 م)، كلّف الخليفة المعتصم قائده الأعلى أفشين، بقيادة الحملة ضد بابك خرم الدين. وكجزء من استراتيجية أوسع، أُرسل محمد بن يوسف الثغري إلى أردبيل لإعادة بناء الحصون بين أردبيل وزنجان وإنشاء حاميات وتأمين طرق الإمداد. بدأ الأفشين حملته بتطهير منطقة الجبال من أمراء محليين متمردين وحصن الطريق من أردبيل إلى بارزاند بحاميات وخنادق دفاعية لحماية قوافل الإمدادات. وانطلق من قاعدته في بارزاند، وانخرط في جمع معلومات استخباراتية ممنهج وتقدم بحذر شديد، حيث كان يحرك معسكره أربعة أميال فقط في اليوم ويحميه بالخنادق والمسامير الحديدية المتناثرة لتجنب الكمائن. وبحلول عام 221 هـ (وتحديدًا آذار 836 م)، كان قد وصل إلى موقع على بعد ستة أميال فقط من البذخ، قاعدة بابك المحصنة. رغم تحقيقه عدة انتصارات على بابك، إلا أنه عانى أيضًا من عدة انتكاسات. نجح أفشين في جر بابك إلى العلن. وفي عام 222 هـ (الموافق 837 م)، وبعد استعداد طويل وتقدم مطرد، اقتحم البذخ، موجهًا ضربة قاصمة لثورة الخرميين ومُسوّقًا لانهيار المقاومة الخرمية.

### القبض على بابك
بعد تدمير معقل بابك (البذخ) في عام 837 م، تراجع بابك غربًا مع عدد قليل من رفاقه وبحث عن ملجأ لدى النبيل الأرمني سهل بن سنباط. طلب بابك أن يحمي نبيل أرمني آخر شقيقه، محاولًا ضمان سلامته. ومع ذلك، لم تنجح الخطة. وعلى الرغم من أن بابك شكل تحالفًا مؤقتًا مع النبلاء الأرمن، إلا أن هذه العلاقات كانت غالبًا هشة وذاتية المصلحة. وفي النهاية، سلَّم سهلٌ بابك إلى العباسيين. وبتسليمه لقوات الخلافة، كان سهل يهدف إلى استعادة تأييد القيادة العباسية. وقد مثَّل هذا الحادث نهاية مقاومة بابك. أساء سهل معاملة والدة بابك وأخته وزوجته في حضور بابك، وحدث ذلك قبل تسليمهم جميعًا إلى الخليفة. وكان الهدف من هذا الفعل هو إهانة بابك رمزيًا وسياسيًا، وتصويره على أنه مهزوم أخلاقيًا وعسكريًا.
عكست النهاية المأساوية لبابك، التي تضمنت خيانة سهل وإعدامه بصورة وحشية، الاعتقاد بأن بابك ادّعى مكانة أعلى مما يستحق. ويُزعم أن سهل سخر منه أثناء الخيانة قائلًا:
"أنت مجرد راعي أبقار وأغنام. ما شأنك وشأن أمثالك بالملكية، أو القرارات السياسية، أو الجيوش؟"

اعتُبر هذا إهانةً مُطلقة إذ إن أرستقراطيًّا يُعيد تأكيد سلطته على مُدّعٍ زائف. سُلِّم باباك وشقيقه لاحقًا إلى القوات العباسية.

## إعدام بابك وما تلاه

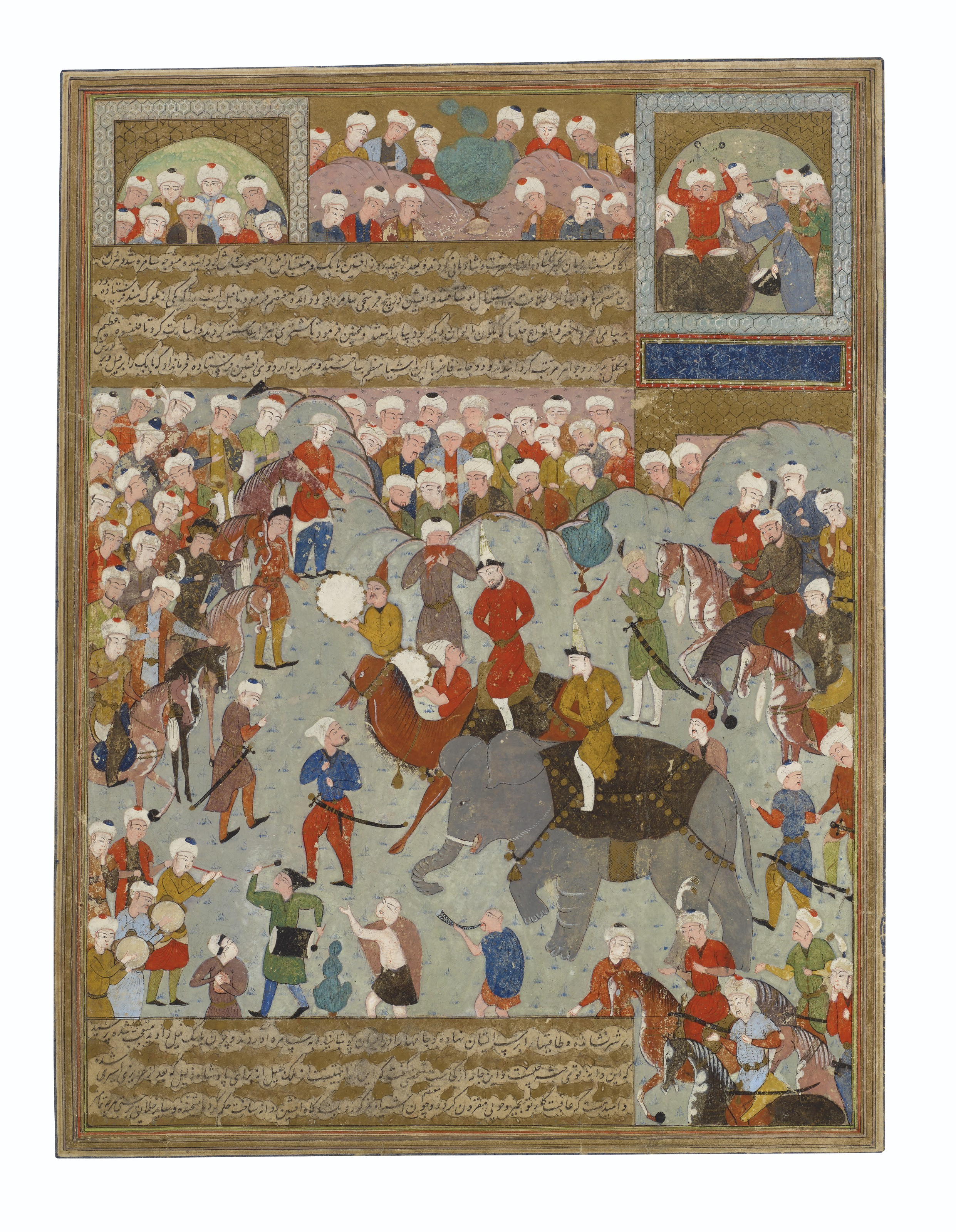
أفشين (على الجمل) يقود باباك (على الفيل) إلى سامراء. منمنمة فارسية أُنشئت في إيران الصفوية في القرن السادس عشر، وهي من نسخة من كتاب تاريخ نامه لأبي علي بلعمي من القرن العاشر الميلادي.

في نهاية المطاف، قبض أفشين على بابك وسلمه إلى الخليفة العباسي في 3 كانون الثاني 838 م في سامراء. وقبل إعدامه، طُرح في بغداد على فيل مزين بأغطية مزخرفة، مرتديًا ملابس احتفالية تتكون من سترة حريرية قصيرة وقبعة من فرو السمور، مع لافتة تُسرد جرائمه ليراها الجميع. اُقتِيد بين التشكيلات العسكرية على طول الشارع الرئيس، وتحت أنظار المتفرجين، حتى وصل إلى قاعة الاستقبال العامة في القصر حيث كان الخليفة ينتظره. وفي مفارقة غريبة، أمر الخليفة جلاد بابك السابق، المدعو ندنود، بتنفيذ الإعدام. ويبدو أن هذا الرجل قد أُسر أيضًا. وبعد نداءات "أين ندنود؟"، ظهر الجلاد ونفّذ جريمته البشعة على صاحب عمله السابق. أثناء الإعدام، قطع أتباع الخليفة ساقي بابك ويديه أولًا لإيصال رسالة مدمرة إلى أتباعه، ثم بُترَت أحشائه. ثم تم شنقه بالهيكل حيًا بينما تم خياطته في جلد بقرة بقرون على مستوى الأذن لسحق رأسه تدريجيًا أثناء تجفيفه. ثم أٌرسل رأس بابك المقطوع إلى خراسان بينما ظلت جثته معروضة بشكل دائم في ما أصبح يُعرف باسم "موقع إعدام باباك". أُعدم عبد الله (شقيق بابك) وعُرضت جثته في بغداد في نفس العام تحت إشراف إسحاق، الذي قام أيضًا بشنق جثته بالهيكل في بغداد.
بعد فترة وجيزة، ثار منكجور العشروساني الفرغاني، الذي عيّنه أفشين حاكمًا على أذربيجان بعد هزيمة الخرميين، إما لتورطه في مخالفات مالية، أو لمشاركته في مؤامرة الأفشين. زحف بغا الأكبر ضده، وأجبره على الاستسلام والحصول على ممر آمن إلى سامراء عام 840 م.
بعد ذلك، شنّ المعتصم حملته الثانية ضد مازيار الحاكم القرينيدي المستقل لطبرستان. كان مازيار أحد حلفاء بابك، وتمرّد في طبرستان ضد الخلافة، وكان أحد دوافعه هو نشر الزرادشتية، إلا أن العباسيين قمعوا تمرده وأعدموه وصلبوه بجانب بابك في عام 840م. وقد أسر إسحاق بن إبراهيم مازيار. وعند استقباله، أمر إسحاق بنقله على فيل ورافقه إلى الخليفة في سامراء. وفي نفس العام، شكّل إسحاق جزءًا من المحكمة التي حاكمت القائد المخزي الأفشين، والتي انتهت بإدانة الأفشين بالردة وإلقائه في السجن. وفي وقت لاحق، وفي نفس "موقع إعدام باباك"، صُلبَت جثة الأفشين (الذي أُهين وأُعدم) للعرض العام، ثم أُحرقت، ونُثرت رماده في نهر دجلة.
ظهر متمرد آخر يُعرف باسم سنباط الثامن الباغراتوني، الذي كان تمامًا مثل الأمراء الأرمن الآخرين، الذين تمكنوا من استخدام انشغال الخلافة بالتمرد الخُرمي لبابك لتحقيق قدر كبير من الحكم الذاتي خلال هذه الفترة. كان سنباط، الذي قضى بعض الوقت في بلاط الخلافة كرهينة، أكثر حذرًا بشأن تحدي القوة العربية علنًا من أخيه، لكن كلاهما كان في النهاية ضعيفًا للغاية بحيث لا يهدد هيمنة العباسيين بشكل جدي في الوقت الحالي. عندما عُين خالد بن يزيد الشيباني، الذي أصبح في فترات حكمه السابقة غير محبوب إلى حد كبير بين كل من الأمراء المسيحيين والعرب في البلاد، حاكمًا للخليفة في عام 841، قاد سنباط رد الفعل ضده. تمكن المتمردون من استدعائه من الخليفة واستبداله بعلي بن الحسين الأضعف والأكثر خضوعًا، والذي لم يرفض الأرمن تسليمه الضرائب المتوقعة فحسب، بل حاصروه على الفور في عاصمته بردعة. وعندما تولى الخليفة الواثق (حكم. 842-847 م) أعاد تعيين خالد حاكمًا، وكان سنباط مرة أخرى في طليعة الثورة ضده، إلى جانب المتمرد المسلم سوادة بن عبد الحميد الجحافي وسحاق أمير سيونيك. ومع ذلك، هُزم المتمردون هزيمة نكراء في معركة كاواكرت. ومثل جميع النخرار البارزين، وقع في أسر بغا الكبير عندما غزا أرمينية في الفترة 853-855 م.
بعد إعدام بابك، تُرك الخُرْمِيون بلا قائد واعتنقوا الإسلام. ووفقًا لديونيسيوس، في عام 227 هـ (الموافق 842 م)، أي بعد أربع سنوات من إعدام بابك الوحشي، تمرد الخُرْمِيون في منطقة بيت قردو الجبلية، بقيادة رجل يُدعى موسى. وقيل إن القوات الفارسية أُرسلت ضدهم، لكنها كانت غير فعالة، فبدلًا من الانخراط في القتال، تم إيواء الجنود في منازل القرية حيث عاشوا على المؤن المحلية دون تحقيق أهدافهم العسكرية. وقد فقد 15000 جندي حياتهم خلال البرد الشديد. ووفقًا لبعض المصادر الإسلامية، كانت هناك انتفاضة كبرى أخرى، بقيادة كردي يُدعى جعفر بن مهرجيش/فهرجيش في عام 227 هـ (الموافق 841 م). حدث هذا في نفس المنطقة الجبلية في الموصل (بيت قردو) وكان من المفترض أنها جزء من نفس الانتفاضة، على الرغم من أن جعفر لم يُحدد على أنه خُرْمِي. وقد نظَّم الخُرميون انتفاضة أخرى في أصفهان خلال 227-232 هـ (الموافق 841-847 م)، وشنوا غارات على كرج، واستمرت انتفاضات منطقة أصفهان حتى 300 هـ (الموافق 912 م). وكان للخرميين زعيم جديد يُدعى بريازدشاه (أو ما شابه) الذي تحصَّن في الجبال بالقرب من أصفهان، وشن غارات على المستوطنات الريفية واعترض طرق التجارة. وُصف بريازدشاه مثل بابك بأنه متعطش للدماء، يقتل الأطفال وكبار السن (وربما كان هذا وصفًا لتشويههما وتبرير قتالهما وإعدام بابك الوحشي). واستمر هو وأتباعه لمدة 30 عامًا. وأُلقي القبض عليه ونُصب رأسه للعرض العام في أصفهان في 321 هـ (الموافق 933 م)، عندما هاجم علي بن بويه بعض معاقل الخُرميين في كرج، مما يمثل نهاية سلسلة انتفاضات الخُرميين.

## في التراث الشعبي
وتُعتبر الحركة الخرمية اليوم أولى الحركات الشيوعية في التراث الإسلامي.

## ملحوظات
1. ↑  وقد ذكر الطبري مشاركة بغا في حملات العباسيين ضد بابك في عامي 835-836م.[3]
2. ↑  تكتب كرون: «كما قال أحد الأرمن أنه قتل 30,000، أو أكثر من 100,000، أو 255,000 – إذا حسبنا المسلمين فقط – أو مليونًا، أو 500,000 حسب التقديرات المتدنية، وأعدادًا لا تُحصى بحسب التقديرات المرتفعة. من الواضح أن أحدًا لم يكن يعلم الرقم الحقيقي». وتخلص إلى أن ما جعل بابهك يُوصَف بالسفاح ليس عدد من قتلهم، بل استعداده لقتل أيّ أحد[4]. تُذكر أرقام مختلفة، يُقال إنها مأخوذة من جلاد أو جلاّدين استخدمهم بابهك، لأولئك الذين أمر بقتلهم خلال تمرّده الطويل؛ وغالبًا ما يرد الرقم 255,000 أو أكثر في أغلب المصادر، وهو بوضوح مبالغة، لا شكّ أنها تهدف إلى وصمه بالقسوة والعطش للدماء[5].
3. ↑  وجَّه إسحاق بن إبراهيم ضربة حاسمة إلى الخُرَّميين، وقمع تمرُّدهم بقسوة، حيث قتل ما بين 60,000 إلى 100,000 من الخُرَّميين[6]. ويذكر ريتشارد فولتس أن بعد قمع ثورة بابك، قُتل 100,000 من أتباعه[7]. وخلال انتفاضة الخُرَّميين في أذربيجان، قُتل نحو 30,000 رجل، واستُرقَّت أعداد كبيرة من النساء والأطفال باسم الخليفة[8].
4. ↑  كل أذربيجان الحالية والتي تشمل محافظة أذربيجان الإيرانية ودولة أذربيجان